# Teucholabis (Teucholabis) inepta inepta
Teucholabis (Teucholabis) inepta inepta is een ondersoort van de tweevleugelige Teucholabis (Teucholabis) inepta uit de familie steltmuggen (Limoniidae). De ondersoort komt voor in het Neotropisch gebied.